# خوان کارلوس وارلا
خوان کارلوس وارلا (اسپانیایی: Juan Carlos Varela‎؛ زادهٔ ۱۲ دسامبر ۱۹۶۳) سیاستمدار اهل پاناما است.
وی از سال ۲۰۱۴ تا ۲۰۱۹ رئیس‌جمهور پاناما، از سال ۲۰۰۹ تا ۲۰۱۴ معاون رئیس‌جمهور پاناما و از سال ۲۰۰۹ تا ۲۰۱۲ وزیر امورخارجه پاناما بوده‌است.